# أوسيب كازلوفسكي
أوسيب أنتانوفيتش كازلوفسكي (بالروسية: О́сип Анто́нович Козло́вский) قائد أوركسترا روسي من أصل بولندي-بيلاروسي. وهو ملحن نشيد دوي رعد النصر النشيد الغير الرسمي للإمبراطورية الروسية.